# Helgumssjön
Helgumssjön är en sjö i Sollefteå kommun i Ångermanland som ingår i Ångermanälvens huvudavrinningsområde. Sjön är 33,2 meter djup, har en yta på 8,41 kvadratkilometer och befinner sig 113 meter över havet. Sjön genomflyts av Faxälven. Vid provfiske har bland annat abborre, gers, gädda och lake fångats i sjön.
Helgumssjön består av två bäcken, det norra har ett största djup av 33,2 meter, det södra om cirka 25 meter, och skiljs åt av en grundare sträcka. I övre delen av Helgumssjön bildar Faxälven ett stort delta. Vid sjön ligger bland annat Helgums kyrka och det före detta stationssamhället Helgum.

## Delavrinningsområde
Helgumssjön ingår i delavrinningsområde (700617-155639) som SMHI kallar för Utloppet av Helgumssjön. Medelhöjden är 168 meter över havet och ytan är 48,53 kvadratkilometer. Räknas de 972 avrinningsområdena uppströms in blir den ackumulerade arean 8 698,25 kvadratkilometer. Faxälven som avvattnar avrinningsområdet har biflödesordning 2, vilket innebär att vattnet flödar genom totalt 2 vattendrag innan det når havet efter 64 kilometer. Avrinningsområdet består mestadels av skog (51 procent), öppen mark (13 procent) och jordbruk (12 procent). Avrinningsområdet har 8,45 kvadratkilometer vattenytor vilket ger det en sjöprocent på 17,4 procent.

## Fisk
Vid provfiske har följande fisk fångats i sjön:
- Abborre
- Gärs
- Gädda
- Lake
- Löja
- Mört
- Nors
- Sik
- Siklöja